# Turț
Turț (Turc en hongrois, Turtz en allemand) est une commune roumaine du județ de Satu Mare, dans la région historique de Transylvanie et dans la région de développement du Nord-ouest.

## Géographie

### Situation
La commune de Turț est située dans la nord du județ, à la frontière avec l'Ukraine, sur la rivière Turț, affluent de la Tur, dans les Monts Oaș, à 25 km au nord de Livada et à 41 km au nord-est de Satu Mare, le chef-lieu du județ.

### Villages
La municipalité est composée des trois villages suivants (population en 2002) :
- Gherța Mare (1 359) ;
- Turț (5 379), siège de la commune ;
- Turț-Băi (109).

### Climat
Le climat de Turț est de type continental avec une température moyenne annuelle de 9,5 °C (moyenne de janvier −2,6 °C, moyenne de juillet +19,2 °C). La moyenne annuelle des précipitations est de 750 mm.

## Histoire
La première mention écrite du village de Turț date de 1378 sous le nom de Thwrch, puis en 1385 avec le nom latin de Villa Viavalis. Le village de Gherța Mare est mentionné en 1351 et celui de Turț-Băi au début du XVIIIe siècle. Cependant, des fouilles entreprises en 1869 ont montré une occupation humaine dès l'âge du bronze.
La commune, qui appartenait au royaume de Hongrie, faisait partie de la principauté de Transylvanie et elle en a donc suivi l'histoire. Le village a appartenu à des familles nobles roumaines dès le XVe siècle, contrairement aux autres villages de la contrée, possessions des nolbles hongrois.
Après le compromis de 1867 entre Autrichiens et Hongrois de l'empire d'Autriche, la principauté de Transylvanie disparaît et, en 1876, le royaume de Hongrie est partagé en comitats. Turț intègre le comitat de Ugocsa (Ugocsa vármegye) dont le chef-lieu était la ville de Vynohradiv, de nos jours en Ukraine. Pendant le XIXe siècle, de nombreux Juifs, originaires de Galicie s'installent dans le village.
À la fin de la Première Guerre mondiale, l'Empire austro-hongrois disparaît et la commune rejoint la Grande Roumanie au traité de Trianon.
En 1940, à la suite du deuxième arbitrage de Vienne, elle est annexée par la Hongrie jusqu'en 1944, période durant laquelle son importante communauté juive est exterminée par les nazis. Elle réintègre la Roumanie après la Seconde Guerre mondiale au traité de Paris en 1947.

## Démographie
En 1910, à l'époque austro-hongroise, la commune comptait 4 057 Roumains (86,28 %), 294 Hongrois (6,25 %) et 300 Allemands (6,38 %),.
En 1930, on dénombrait 4 179 Roumains (87,41 %), 401 Juifs (8,39 %), 147 Hongrois (3,07 %) et 49 Roms (1,02 %).
En 1956, après la Seconde Guerre mondiale, 5 524 Roumains (96,51 %) côtoyaient 151 Hongrois (2,63 %), 46 Juifs survivants (0,80 %) et 13 Roms (0,23 %).
En 2002, la commune comptait 6 755 Roumains (98,65 %), 72 Hongrois (1,057 %) et 20 Roms (0,29 %). On comptait à cette date 2 601 ménages et 2 859 logements.

### Religions
En 2002, la composition religieuse de la commune était la suivante :
- Chrétiens orthodoxes, 84,53 % ;
- Pentecôtistes, 11,52 % ;
- Catholiques romains, 1,03 % ;
- Grecs-Catholiques, 0,97 % ;
- Adventistes du septième jour, 0,93 %.

## Économie

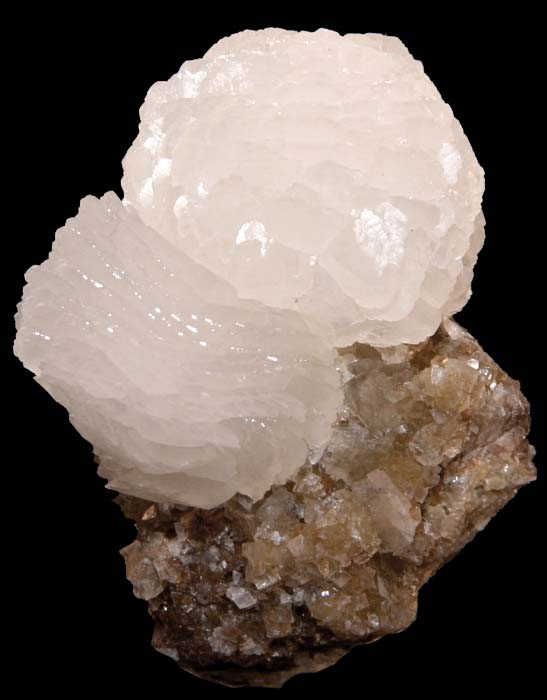
Une sidérite trouvée à Turț

L'économie de la commune repose sur l'agriculture (céréales, olégineux, pommes de terre, fraises, prunes) et l'élevage. La commune est réputée pour sa production d'eau-de-vie de prunes : la palinka. Turț dispose de :
- 3 052 ha de terres arables ;
- 1 541 ha de pâturages ;
- 374 ha de prairies ;
- 145 ha de vignes ;
- 385 ha de vergers ;
- 1 757 ha de forêts[9].

Des carrières de pierre ainsu que des mines fonctionnent sur le territoire communal. L'artisanat (transformation du bois, fabrication de meubles, confection) est actif. Le tourisme dans les Monts Oaș est également une source de revenus.

## Communications

### Routes
Turț est située sur la route régionale DJ109L qui rejoint Gherța Mică au sud-est et la nationale DN1C (Route européenne 58) au sud-ouest pour rejoindre l'Ukraine, Livada et Satu Mare.

## Lieux et monuments
- Turț, église grecque-catholique de la Dormition de la Vierge (Adormirea Preacuratei) datant de 1853[10].
- Turț, église orthodoxe des Saints Archanges (Sf. Arhangeli Mihail și Gavrili) datant de 1836[10].
- Turț, église orthodoxe de 1998[10].
- Turț, musée ethnographique local, installé dans une maison paysanne des années 1920[11].
- Gherța Mare, église orthodoxe datant de 1895[10].